# Julian Autenrieth
Julian Autenrieth (* 15. Februar 1992 in Ulm) ist ein deutscher Segler. Bei der Weltmeisterschaft 2006, die in bzw. vor Montevideo (Uruguay) ausgetragen wurde, siegte er und wurde Weltmeister 2006 in der Segelbootklasse Optimist.

## Leben
Nach dem Besuch des Rudolf-Diesel-Gymnasiums in Augsburg begann Autenrieth ein BWL-Studium für Spitzensportler in Oldenburg. In seiner Freizeit treibt er Segelsport und nahm in der Jugendklasse Optimist, die als Einstiegsklasse für Segler gilt, erfolgreich an mehreren Wettkämpfen teil. Er wird durch seine Familie gefördert; sein anderthalb Jahre älterer Bruder Philipp Autenrieth (* 1990) ist ebenfalls ein erfolgreicher Nachwuchssegler.
Autenrieth startete für den Bayerischen Yacht-Club (BYC) in Starnberg und erreichte mehrere gute Platzierungen in der Optimistenklasse. Höhepunkt war sein Sieg in der Weltmeisterschaft 2006, die terminlich erst Anfang Januar 2007 vor Montevideo in Uruguay ausgetragen wurde. Es war, nach dem Titel von Tina Lutz 2005, die zweite deutsche Goldmedaille in dieser seit 1962 ausgetragenen Klasse.
Seit Sommer 2007 segelte Julian Autenrieth als Steuermann in der Zweimannjolle der 420er-Klasse seines älteren Bruders Philipp, der als Vorschoter fungierte. In dieser Bootsklasse erzielten die beiden Brüder bereits mehrere Erfolge, wie zum Beispiel 2008 die Qualifikation für die Weltmeisterschaft.
Außerdem engagierte Julian Autenrieth sich bei internationalen Jugendbegegnungen und war unter anderem im Juli 2007 prominenter Gast bei dem interkulturellen Jugendaustausch „Segeln ohne Grenzen“ in Friedrichshafen, an dem Jugendliche aus Deutschland, Spanien und Südafrika teilnahmen. Im August 2009 betreute er den finnischen Nationalkader bei der nationalen Meisterschaft in der Optimistenklasse sowie bei einem nachfolgenden Trainingscamp.
Im September 2009 starteten Julian und Philipp Autenrieth erstmals in einer Zweimann-Rennjolle der 470er-Klasse. Ihr Ziel war die Olympiateilnahme 2016 in dieser olympischen Bootsklasse. Dieses Ziel verpassten sie jedoch.

## Auszeichnungen (Auswahl)
- 2007 – Bayerischer Sportpreis 2007 in der Kategorie „Herausragender Nachwuchssportler“[7]
- 2008 – Ehrung als erfolgreicher Sportler des Jahres 2008 in der Klasse „Deutsche Meisterschaft (Segeln)“, Stadt Augsburg (gemeinsam mit seinem Bruder Philipp)[8]

## Sportliche Erfolge (Auswahl)
Optimistenklasse
2004:
- 1. Platz bei der Bayerischen Jüngstenmeisterschaft
- 2. Rang bei der Internationalen Polnischen Meisterschaft
- 41. Platz bei der Europameisterschaft in Sandhamn in Schweden

2005:
- 7. Platz bei der Weltmeisterschaft in St. Moritz / Schweiz
- 1. Platz bei der Internationalen Polnischen Meisterschaft
- 1. Platz bei der Bayerischen Jüngstenmeisterschaft

2006:
- 1. Platz bei der Internationalen Polnischen Meisterschaft
- 1. Platz bei der Internationalen Niederländischen Meisterschaft
- 1. Platz bei der Internationalen Schweizer Meisterschaft
- 1. Platz bei der Bayerischen Jüngstenmeisterschaft
- 1. Platz bei der Internationalen Deutschen Meisterschaft
- 1. Platz bei der Weltmeisterschaft vor Montevideo in Uruguay
(fand im Januar 2007 statt)
- 3. Platz bei der Welt-Team-Race-Meisterschaft vor Montevideo in Uruguay
(fand im Januar 2007 statt)
- 1. Platz bei der Europäischen Team-Race-Meisterschaft

2007:
- 4. Platz bei der Weltmeisterschaft vor Cagliari in Sardinien

420er-Klasse
2007:

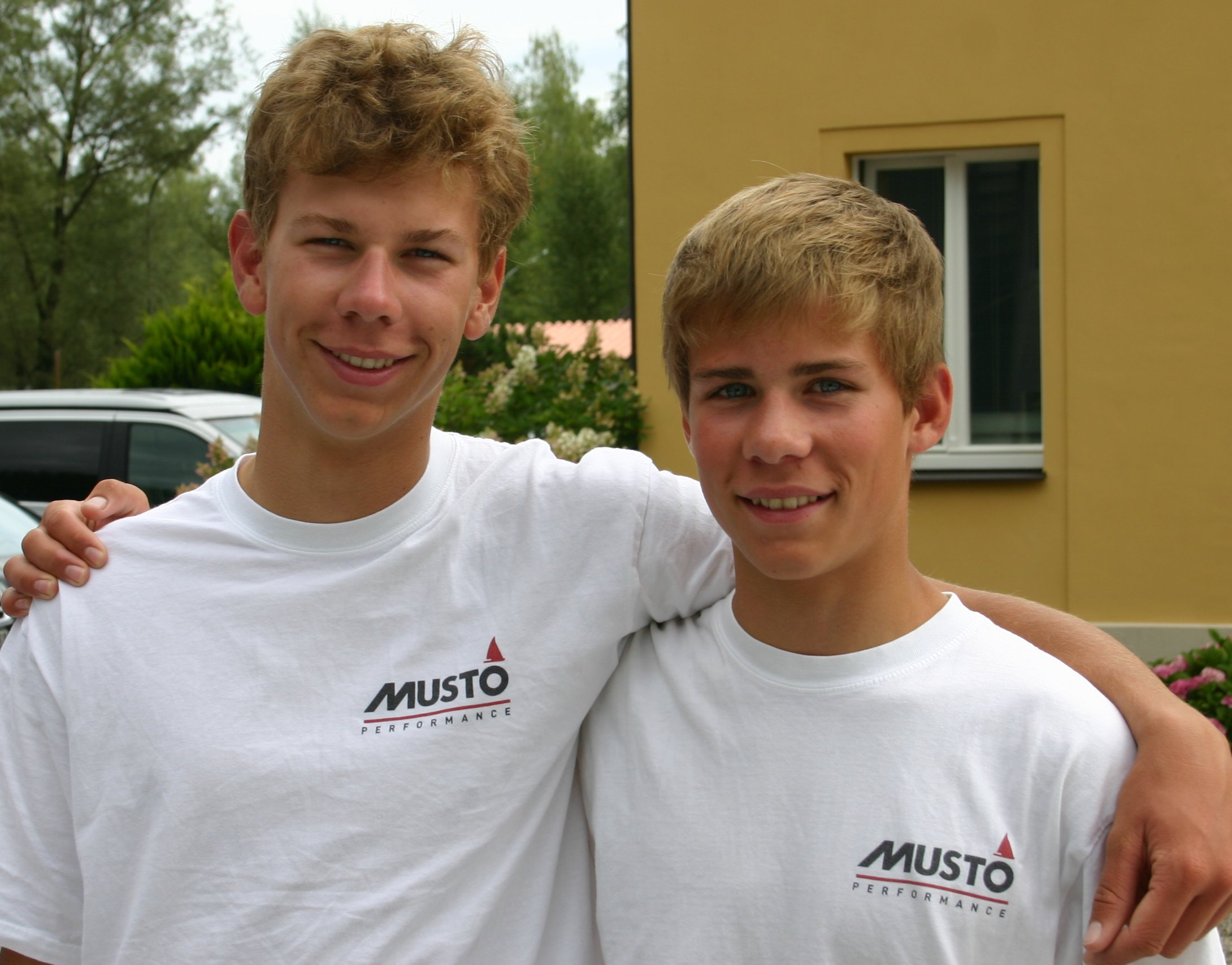
Deutsche Meister 2008 (und 2009) in der 420er-Bootsklasse – Philipp und Julian Autenrieth

- 5. Platz bei der Bayerischen Jugendwoche in Starnberg mit seinem Bruder Philipp

2008:
- 5. Platz bei der Kieler Woche in der Klasse 420 mit seinem Bruder Philipp
- 1. Platz bei der Deutschen Jugendmeisterschaft
- 1. Platz bei der Bayerischen Jugendmeisterschaft
- 1. Platz bei der Deutschen Meisterschaft

2009:
- 2. Platz bei der Kieler Woche in der Klasse 420 mit seinem Bruder Philipp
- 1. Platz bei der deutschen Qualifikationsregatta für die Weltmeisterschaft im 420er
- 9. Platz bei der 420er-Weltmeisterschaft auf dem Gardasee
- 1. Platz bei der Deutschen Meisterschaft

470er-Klasse
2013:
- 3. Platz bei der Jugendeuropameisterschaft in Pwllheli mit Adrian Hoesch[9]
- 3. Platz bei den Internationalen Deutschen Meisterschaften mit seinem Bruder Philipp am Wannsee